# Fältrödmyra
Fältrödmyra (Myrmica schencki) är en myrart som beskrevs av Henry Lorenz Viereck 1903. Fältrödmyra ingår i släktet rödmyror, och familjen myror. Arten är reproducerande i Sverige. Inga underarter finns listade i Catalogue of Life.

## Bildgalleri

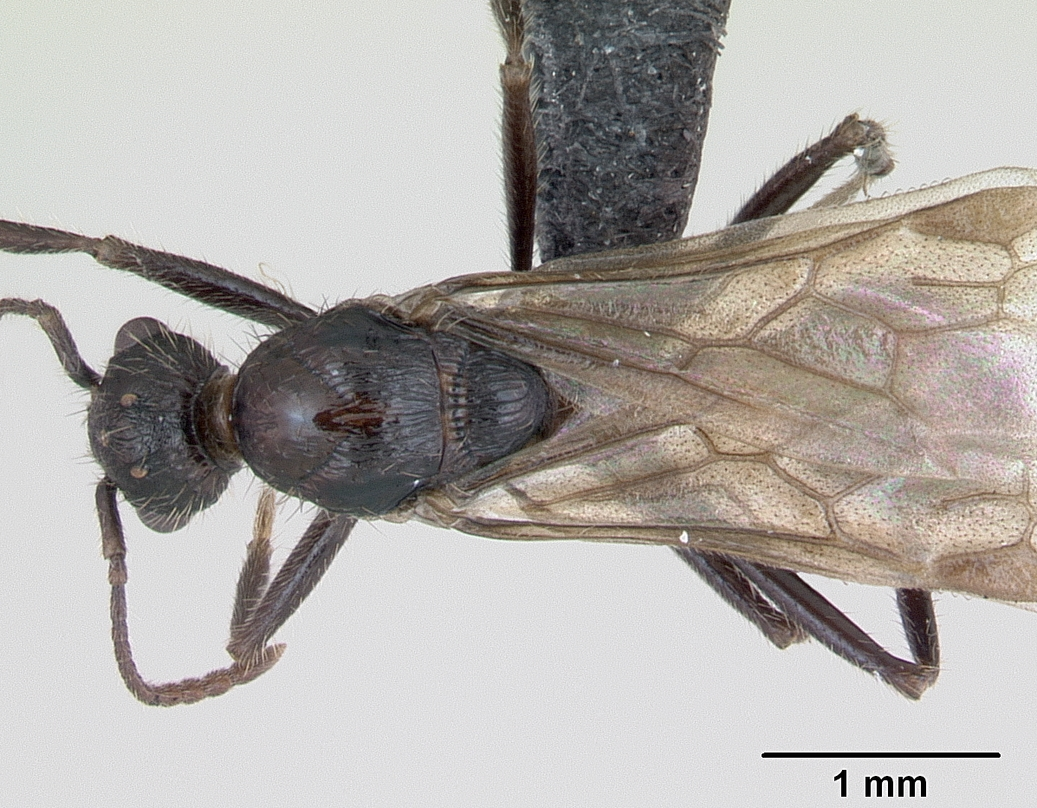
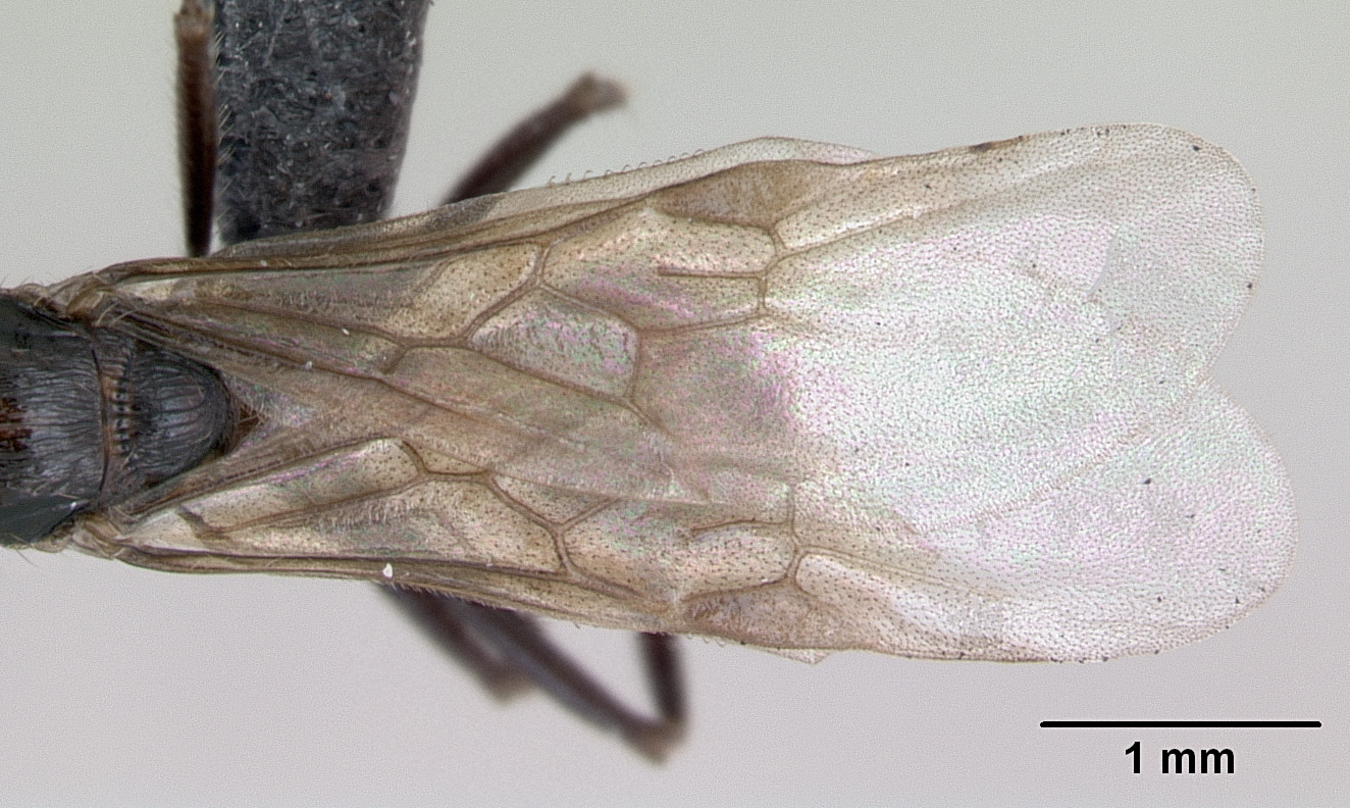
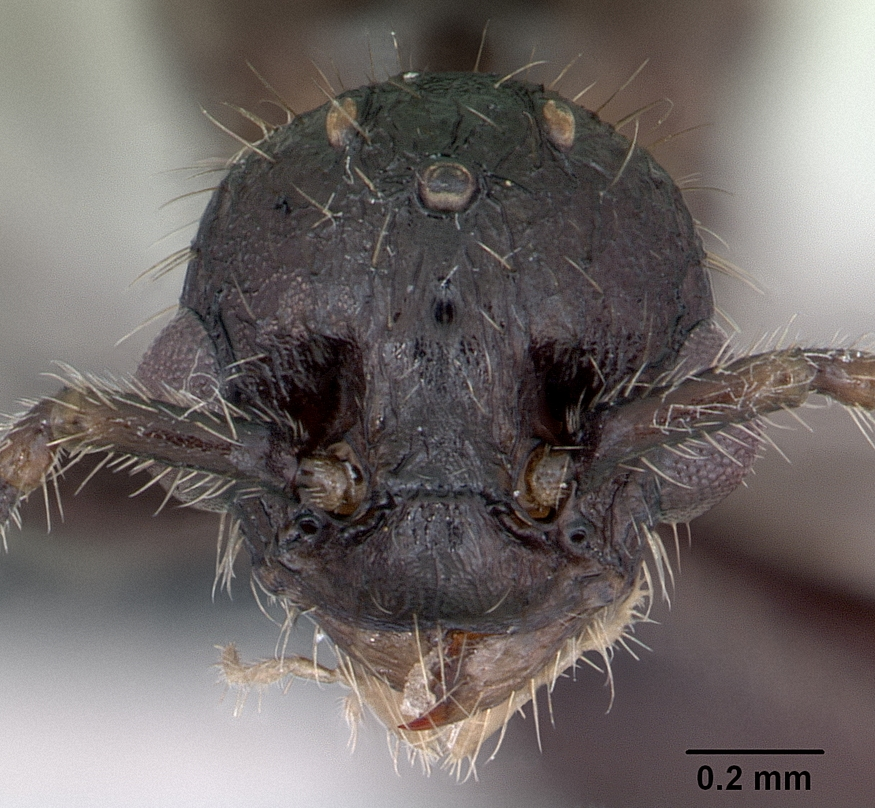
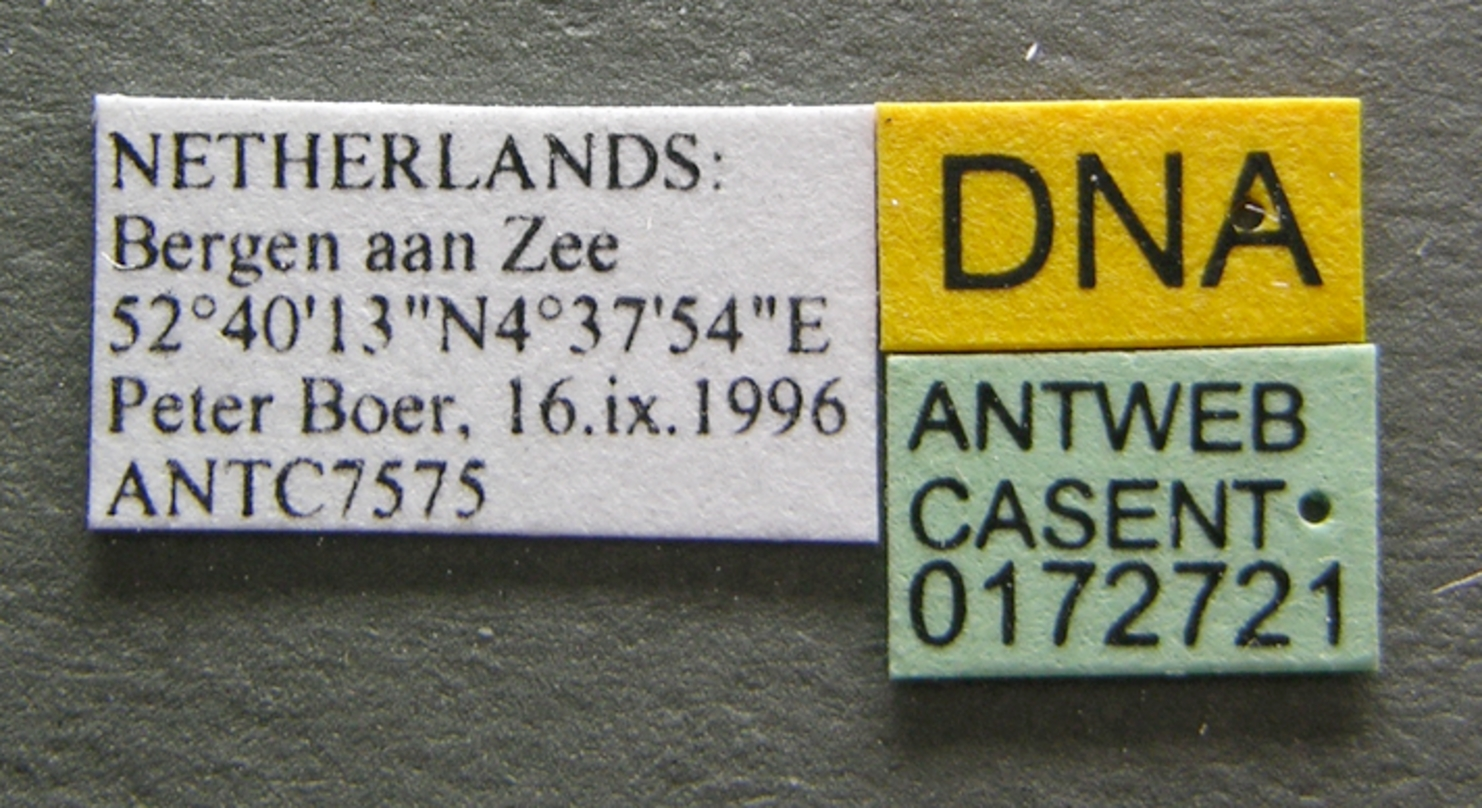
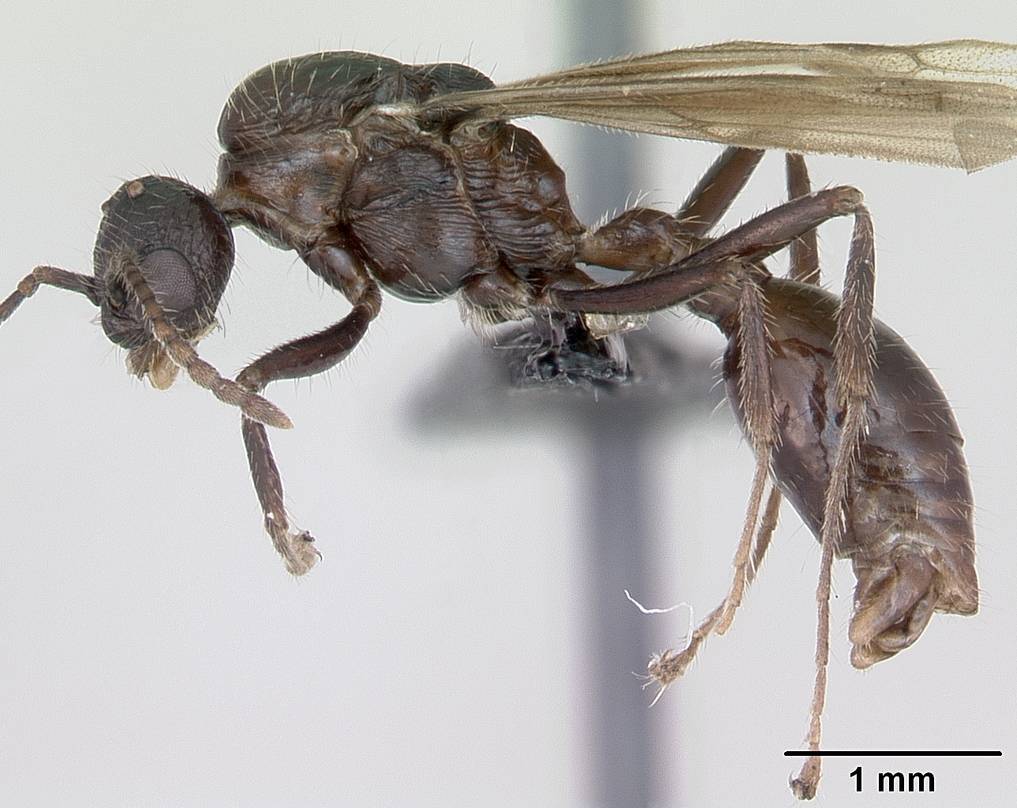
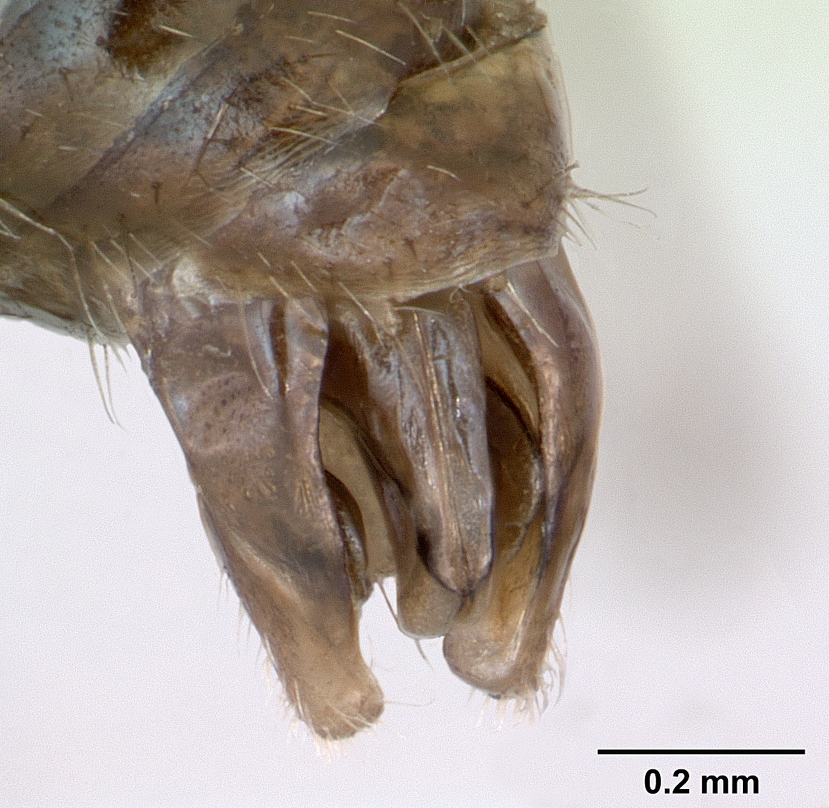